# Doom (zespół muzyczny)
DOOM – grupa muzyczna powstała w 1987 roku w Birmingham, jedna z pionierów hardcore punk oraz jedna z najważniejszych w tym gatunku. W swojej działalności zespół kilkakrotnie się rozwiązywał. Ostatecznie Doom wznowił działalność w 2010 roku. Tego samego roku wystąpił w Polsce, w gdyńskim klubie "Ucho" na festiwalu DIY Hardcore Punk Fest.  

## Historia
Początki zespołu sięgają grupy The Subverters założonej przez muzyków/: Jon Pickering (bas/śpiew), Brian Talbot (gitara) i Jason Hodges (perkusja). Po krótkim czasie Jasona zastępuje Mick Harris, a zespół przyjmuje nazwę DOOM. W tym składzie grupa zagrała jeden-dwa koncerty przedstawiając repertuar crossover-metal. Talbot i Pickering zdecydowali, że to nie jest kierunek, w którym chcą podążać. Harris odszedł do grupy Napalm Death, Pickering porzucił bas, Pete Nash został nowym basistą, a Stick - perkusistą. Muzyka ewoluowała w stronę crossover-thrash z widocznymi wpływami muzyki grupy Discharge.

## Dyskografia
- 1988 - War Crimes Inhuman Beings 12" - Peaceville
- 1989 - Police Bastard 7" - Profane Existence
- 1989 - split 12" w/ No Security - Peaceville
- 1989 - Total Doom CD - Peaceville
- 1992 - Doomed From the Start 12" - Vinyl Japan
- 1992 - The Greatest Invention 12" - Vinyl Japan
- 1992 - Doomed From the Start CD - Vinyl Japan
- 1992 - Live in Japan 7" - Ecocentric
- 1993 - The Greatest Invention CD - Vinyl Japan
- 1993 - split 7" w/ Hiatus - Flat Earth / Nabate
- 1993 - split 7" w/ Cocobat - HG Fact
- 1994 - split 7" w/ Extinction of Mankind - Ecocentric
- 1995 - Hail to Sweden 7" - Pandora's Box
- 1995 - Fuck Peaceville 2x12" - Profane Existence
- 1995 - Fuck Peaceville CD - Profane Existence
- 1996 - Pissed Robbed & Twatted - Live in Slovenia 7" - Nuclear Sun Punk
- 1996 - Monarchy Zoo CD - Vinyl Japan
- 1996 - Peel Sessions CD - Vinyl Japan
- 1996 - Rush Hour of the Gods CD - Flat Earth
- 1996 - Rush Hour of the Gods 12" - Flat Earth
- 1996 - Monarchy Zoo 7" - Vinyl Japan
- 1997 - split 10" w/ Cress - Flat Earth
- 2001 - World of Shit CD - Vinyl Japan
- 2001 - World of Shit 12" - Vinyl Japan

## Składanki
- 1987 - A Vile Peace 12" - Peaceville
- 1988 - Hardcore Holocaust (The 87-88 Peel Sessions) 12" - Strange Fruit
- 1988 - Spleurk! 12" - Meantime
- 1989 - Volnitza: The Worst of the 1 in 12 Club Vol. 6/7 2x12" - 1 in 12 Records
- 1990 - Hardcore Holocaust II 12" - Strange Fruit
- 1990 - Hardcore Holocaust II Tape - Strange Fruit
- 1990 - Vile Vibes CD - Peaceville
- 1991 - Hardcore Resistance Tape - Heed the Ball!
- 1995 - Endless Struggle: The Worst of the 1 in 12 Club vol. 12/13 2x12" - 1 in 12 Records
- 1995 - Gay Pride 7" - Rugger Bugger
- 1995 - Taste CD - Bacteria Sour
- 1999 - Aftermath CD - Aftermath
- 1999 - Aftermath 12" - Aftermath

## Członkowie zespołu
Muzycy którzy udzielali się w różnych okresach istnienia zespołu.
- Jon Pickering (gitara basowa, śpiew)
- Brian "Bri" Talbot (gitara)
- Jason Hodges (perkusja)
- Mick Harris (perkusja)
- Pete Nash (gitara basowa)
- 'Stick' (perkusja)
- Jim Whitley (gitara basowa)
- Tom Croft (śpiew)
- Paul "Mall" Mallen (gitara basowa)
- Scoot (gitara basowa)
- Dennis Boardman (gitara basowa)
- Chris Gascoyne (gitara basowa)
- Wayne Southworth (śpiew)